# Ipswich Town
Ipswich Town (offiziell Ipswich Town Football Club) – auch bekannt als The Blues, Town oder The Tractor Boys – ist ein 1878 gegründeter englischer Fußballclub aus Ipswich, der ab der Saison 2024/25 in der erstklassigen Premier League spielt. Der größte Erfolg war der Gewinn des UEFA-Pokals 1980/81.

## Vereinsgeschichte

### Meistertitel und Beginn der Ära von Bobby Robson (1961–1977)
In der First Division 1961/62 gewann Ipswich unter dem späteren englischen Nationaltrainer Alf Ramsey den Meistertitel. Bemerkenswert daran war, dass es die erste Erstliga-Saison überhaupt für den Club war, der eigentlich als sicherer Absteiger galt. Die Mannschaft sicherte sich den Titel vor dem FC Burnley und dem amtierenden Meister Tottenham Hotspur. Als bester Torschütze glänzte Ted Phillips, der in 40 Ligaspielen 28 Treffer erzielte. Im Europapokal der Landesmeister 1962/63 setzte sich das Team in der Vorrunde souverän mit 4:1 und 10:0 gegen den maltesischen Meister FC Floriana durch, scheiterte aber bereits in der 1. Runde am italienischen Meister AC Mailand. Nur zwei Jahre nach dem Meistertitel folgte als Tabellenletzter der Abstieg aus der First Division. Nach vier Jahren in der Second Division erreichte der Verein 1968 die Rückkehr in die First Division und sollte diese Spielklasse für die kommenden 18 Jahre halten. Die ersten Jahre in der höchsten englischen Spielklasse war Ipswich mit dem Kampf gegen den Abstieg beschäftigt, ehe Trainer Bobby Robson die Mannschaft in der Saison 1972/73 auf den dritten Tabellenrang führte. Dies führte zur ersten Teilnahme am UEFA-Pokal 1973/74. Ipswich besiegte in der ersten Runde den spanischen Rekordmeister Real Madrid und konnte auch in den nächsten beiden Runden Lazio Rom und Twente Enschede ausschalten, ehe im Viertelfinale das Aus gegen den 1. FC Lokomotive Leipzig kam. Auch in der Meisterschaft agierte der Verein 1973/74 erfolgreich und konnte sich durch einen vierten Platz für den UEFA-Pokal 1974/75 qualifizieren. Der erneute Ausflug in den Europapokal endete jedoch bereits in der 1. Runde gegen Twente Enschede. Dafür setzte die Mannschaft von Bobby Robson ihre Erfolgsgeschichte in der First Division 1974/75 fort und wurde Tabellendritter mit nur zwei Punkten Rückstand auf Meister Derby County. Nach einem Erstrundenerfolg über Feyenoord Rotterdam, folgte diesmal das Aus in der zweiten Runde des UEFA-Pokals gegen den FC Brügge. Zwei Jahre später qualifizierte sich Ipswich Town durch einen dritten Rang in der First Division 1976/77 zum vierten Mal innerhalb weniger Jahre für den UEFA-Pokal 1977/78. Das Aus folgte in der 3. Runde nach Elfmeterschießen gegen den FC Barcelona.

### Triumph im FA Cup und zwei Vizemeisterschaften (1977–1983)

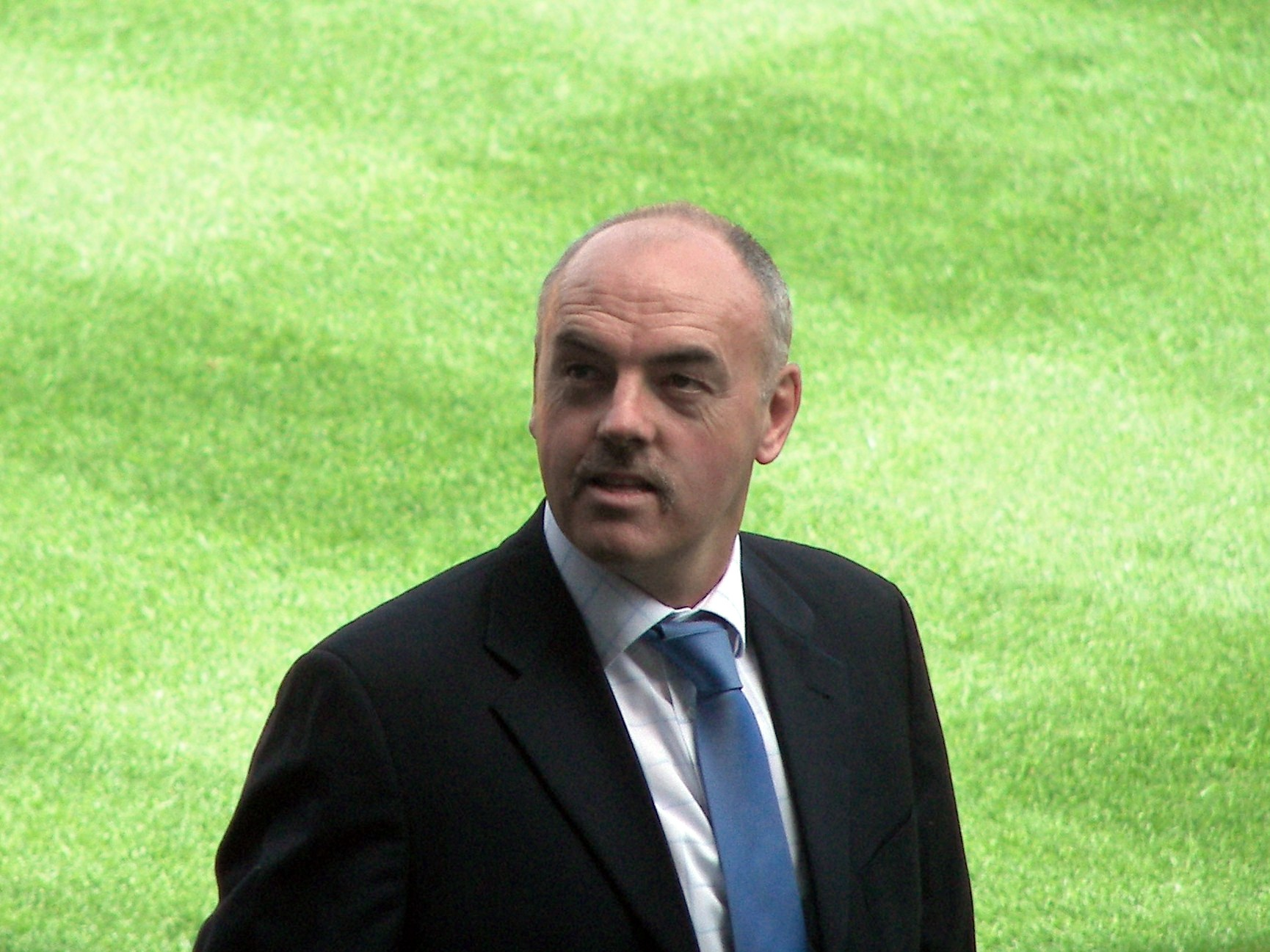
John Wark 2007 an der Portman Road

Die Saison 1977/78 führte in der Liga zu einem Absturz auf Platz 18 und einem nur knapp erreichten Klassenerhalt, dafür führte Trainer Bobby Robson die Mannschaft um Paul Cooper, Mick Mills, George Burley, John Wark und Paul Mariner zum Triumph im FA Cup. Das entscheidende Tor beim 1:0 im Finale vor 100.000 Zuschauern in Wembley erzielte Roger Osborne. Durch den Sieg im FA Cup startete Ipswich erstmals im Europapokal der Pokalsieger 1978/79 und zog ins Viertelfinale ein. Gegner dort war wie im letztjährigen UEFA-Pokal der FC Barcelona um Johan Neeskens und Hans Krankl, der sich erneut knapp durchsetzen konnte und später den Titel gewann. In der Saison 1978/79 agierte der Verein in der Meisterschaft wieder erfolgreicher und erreichte über den sechsten Tabellenplatz den UEFA-Pokal 1979/80, scheiterte dort jedoch bereits in der zweiten Runde. Durch den dritten Platz 1979/80 nahm Ipswich Town abermals am UEFA-Pokal teil. Nach diversen Anläufen gelang der nach wie vor von Erfolgstrainer Bobby Robson trainierten Mannschaft der Triumph im UEFA-Pokal 1980/81. Nachdem im Halbfinale der 1. FC Köln zweimal mit 1:0 besiegt worden war, gewann das Team um Terry Butcher, Frans Thijssen und Arnold Mühren das Finale mit 3:0 und 2:4 gegen den niederländischen Vertreter AZ Alkmaar. Die Saison 1980/81 führte in der Liga zur Vizemeisterschaft hinter Aston Villa und damit zur besten Platzierung seit dem Meistertitel 1962. Endstation im UEFA-Pokal 1981/82 war bereits in der ersten Runde gegen den FC Aberdeen. Die Erfolgsgeschichte setzte sich dafür in der Football League First Division 1981/82 durch den erneuten Vizemeistertitel hinter dem Meister FC Liverpool fort. Der mittlerweile zur Vereinslegende gewordene Bobby Robson beendete anschließend seine Trainertätigkeit bei Ipswich und wurde Trainer der englischen Nationalmannschaft. Auch im UEFA-Pokal 1982/83 scheiterte das Team in der ersten Runde und da in der Meisterschaft lediglich ein neunter Platz belegt wurde, fand die Saison 1983/84 erst zum zweiten Mal in den letzten zehn Jahren ohne Europapokal-Teilnahme statt.

### Ende der Ära Robson und Abstieg in die Second Division (1983–2000)
Nach zwei durchwachsenen Spielzeiten stieg der Verein in der Saison 1985/86 als Drittletzter erstmals seit 18 Jahren wieder in die Second Division ab. Erst nach sechs Jahren in der zweithöchsten Spielklasse schaffte die Mannschaft unter Trainer John Lyall die Rückkehr in die erste Liga. Die Teilnahme an der ersten Saison der neu eingeführten Premier League 1992/93 führte Ipswich auf Tabellenrang 15 und damit zum Klassenerhalt. Nach einem sehr knapp erreichten Klassenerhalt in der Premier League 1993/94 mit nur einem Punkt Vorsprung auf Absteiger Sheffield United, folgte in der Premier League 1994/95 unter Trainer George Burley nach drei Jahren Erstklassigkeit die Rückkehr in die zweite Liga. Der auch von 1973 bis 1985 als Spieler für den Verein aktive Burley blieb anschließend Trainer und erreichte erst fünf Jahre später die Rückkehr in die Premier League.

### Rückkehr in die Premier League und erneuter Abstieg (2000–2023)
Die vierte Saison in der Premier League führte zum bislang besten Resultat. Die Mannschaft um Richard Wright, Matt Holland und Titus Bramble belegte den fünften Tabellenrang 2000/01 und qualifizierte sich damit erstmals seit 1983 wieder für den Europapokal. Marcus Stewart erzielte 19 Ligatreffer und sicherte sich damit Platz 2 der Torjägerliste hinter Jimmy Floyd Hasselbaink (23 Tore für den FC Chelsea). Im UEFA-Pokal 2001/02 erreichte Ipswich Town die 3. Runde, scheiterte aber dort mit 1:0 und 1:4 am italienischen Spitzenverein Inter Mailand. Dieses gute Vorjahresniveau konnte die Mannschaft in der Premier League 2001/02 nicht halten und stieg als Drittletzter in die zweite Liga ab. Über die Fair-Play-Wertung nahm Ipswich an der Qualifikation für den UEFA-Pokal teil und schaffte den Einzug in die Hauptrunde des UEFA-Pokal 2002/03. Dort scheiterte der Verein in der 2. Runde nach Elfmeterschießen an Slovan Liberec.
Von 2002 bis 2019 spielte der Verein in der 2. Liga, der EFL Championship. Von 2019 bis 2023 spielte der Verein in der drittklassigen EFL League One, 2023 stiegen sie wieder in die 2. Liga auf.
Rückkehr in die Premier League (2024–2025)
Durch einen zweiten Platz in der Championship 2023/24 hinter Leicester City stieg der Verein in der Saison 2024/25 zum ersten Mal seit 22 Jahren wieder in die Premier League auf. Damit gelang auf direktem Weg, unter Trainer Kieran McKenna, innerhalb von zwei Spielzeiten der Aufstieg von der 3. Liga in die höchste englische Spielklasse.
Im April 2025 ist der Verein in die 2. Liga abgestiegen (0:3 gegen Newcastle).

## Erfolge
- Englische Fußballmeisterschaft
  - Meister: 1962
  - Vizemeister: 1981, 1982
- Football League Second Division
  - Meister: 1961, 1968, 1992
- Football League Third Division
  - Meister: 1954, 1957
- Englischer Fußballpokal
  - Sieger: 1978 (1:0 gegen den FC Arsenal)
- UEFA-Pokal
  - Sieger: 1981 (3:0 und 2:4 gegen AZ Alkmaar)
- Texaco Cup
  - Sieger: 1973 (4:2 gegen Norwich City)
- FA Youth Cup
  - Gewinner: 1973 (4:1 gegen Bristol City), 1975 (5:1 gegen West Ham United), 2005 (3:2 gegen FC Southampton)
- Uhrencup
  - Sieger: 1963

## Europapokalbilanz
| Saison  | Wettbewerb                    | Runde         | Gegner                   | Gesamt          | Hin     | Rück          |
| ------- | ----------------------------- | ------------- | ------------------------ | --------------- | ------- | ------------- |
| 1962/63 | Europapokal der Landesmeister | Vorrunde      | FC Floriana              | 14:10           | 4:1 (A) | 10:0 (H)0     |
| 1962/63 | Europapokal der Landesmeister | 1. Runde      | AC Mailand               | 2:4             | 0:3 (A) | 2:1 (H)       |
| 1973/74 | UEFA-Pokal                    | 1. Runde      | Real Madrid              | 1:0             | 1:0 (H) | 0:0 (A)       |
| 1973/74 | UEFA-Pokal                    | 2. Runde      | Lazio Rom                | 6:4             | 4:0 (H) | 2:4 (A)       |
| 1973/74 | UEFA-Pokal                    | 3. Runde      | FC Twente Enschede       | 3:1             | 1:0 (H) | 2:1 (A)       |
| 1973/74 | UEFA-Pokal                    | Viertelfinale | 1. FC Lokomotive Leipzig | 1:1 (3:4 i. E.) | 1:0 (H) | 0:1 n. V. (A) |
| 1974/75 | UEFA-Pokal                    | 1. Runde      | FC Twente Enschede       | (a)3:3(a)       | 2:2 (H) | 1:1 (A)       |
| 1975/76 | UEFA-Pokal                    | 1. Runde      | Feyenoord Rotterdam      | 4:1             | 2:1 (A) | 2:0 (H)       |
| 1975/76 | UEFA-Pokal                    | 2. Runde      | FC Brügge                | 3:4             | 3:0 (H) | 0:4 (A)       |
| 1977/78 | UEFA-Pokal                    | 1. Runde      | Landskrona BoIS          | 6:0             | 1:0 (A) | 5:0 (H)       |
| 1977/78 | UEFA-Pokal                    | 2. Runde      | UD Las Palmas            | 4:3             | 1:0 (H) | 3:3 (A)       |
| 1977/78 | UEFA-Pokal                    | 3. Runde      | FC Barcelona             | 3:3 (1:3 i. E.) | 3:0 (H) | 0:3 n. V. (A) |
| 1978/79 | Europapokal der Pokalsieger   | 1. Runde      | AZ'67 Alkmaar            | 2:0             | 0:0 (A) | 2:0 (H)       |
| 1978/79 | Europapokal der Pokalsieger   | 2. Runde      | SSW Innsbruck            | 2:1             | 1:0 (H) | 1:1 n. V. (A) |
| 1978/79 | Europapokal der Pokalsieger   | Viertelfinale | FC Barcelona             | (a)2:2(a)       | 2:1 (H) | 0:1 (A)       |
| 1979/80 | UEFA-Pokal                    | 1. Runde      | Skeid Oslo               | 10:10           | 3:1 (A) | 7:0 (H)       |
| 1979/80 | UEFA-Pokal                    | 2. Runde      | Grasshopper Zürich       | (a)1:1(a)       | 0:0 (A) | 1:1 (H)       |
| 1980/81 | UEFA-Pokal                    | 1. Runde      | Aris Saloniki            | 6:4             | 5:1 (H) | 1:3 (A)       |
| 1980/81 | UEFA-Pokal                    | 2. Runde      | Bohemians ČKD Prag       | 3:2             | 3:0 (H) | 0:2 (A)       |
| 1980/81 | UEFA-Pokal                    | 3. Runde      | Widzew Łódź              | 5:1             | 5:0 (H) | 0:1 (A)       |
| 1980/81 | UEFA-Pokal                    | Viertelfinale | AS Saint-Étienne         | 7:2             | 4:1 (A) | 3:1 (H)       |
| 1980/81 | UEFA-Pokal                    | Halbfinale    | 1. FC Köln               | 2:0             | 1:0 (H) | 1:0 (A)       |
| 1980/81 | UEFA-Pokal                    | Finale        | AZ'67 Alkmaar            | 5:4             | 3:0 (H) | 2:4 (A)       |
| 1981/82 | UEFA-Pokal                    | 1. Runde      | FC Twente Enschede       | 2:4             | 1:1 (H) | 1:3 (A)       |
| 1982/83 | UEFA-Pokal                    | 1. Runde      | AS Rom                   | 3:4             | 0:3 (A) | 3:1 (H)       |
| 2001/02 | UEFA-Pokal                    | 1. Runde      | Torpedo Moskau           | 3:2             | 1:1 (H) | 2:1 (A)       |
| 2001/02 | UEFA-Pokal                    | 2. Runde      | Helsingborgs IF          | 3:1             | 0:0 (H) | 3:1 (A)       |
| 2001/02 | UEFA-Pokal                    | 3. Runde      | Inter Mailand            | 2:4             | 1:0 (H) | 1:4 (A)       |
| 2002/03 | UEFA-Pokal                    | 1. Runde      | FC Avenir Beggen         | 9:1             | 1:0 (A) | 8:1 (H)       |
| 2002/03 | UEFA-Pokal                    | 2. Runde      | FK Sartid                | 2:1             | 1:1 (H) | 1:0 (A)       |
| 2002/03 | UEFA-Pokal                    | 3. Runde      | Slovan Liberec           | 1:1 (2:4 i. E.) | 1:0 (H) | 0:1 n. V. (A) |

Gesamtbilanz: 62 Spiele, 36 Siege, 12 Unentschieden, 14 Niederlagen, 120:61 Tore (Tordifferenz +59)

## Kader der Saison 2024/25
(Stand: 1. Mai 2025)
| Nr. |            | Position | Name             |
| --- | ---------- | -------- | ---------------- |
| 1   | Kosovo     | TW       | Arijanet Murić   |
| 3   | England    | AB       | Leif Davis       |
| 5   | Agypten    | MF       | Sam Morsy        |
| 6   | England    | AB       | Luke Woolfenden  |
| 7   | Wales      | MF       | Wes Burns        |
| 8   | England    | MF       | Kalvin Phillips  |
| 9   | Paraguay   | MF       | Julio Enciso     |
| 10  | England    | ST       | Conor Chaplin    |
| 12  | Schweden   | MF       | Jens Cajuste     |
| 13  | Schottland | TW       | Cieran Slicker   |
| 14  | Irland     | MF       | Jack Taylor      |
| 15  | Australien | AB       | Cameron Burgess  |
| 18  | England    | AB       | Ben Johnson      |
| 20  | England    | MF       | Omari Hutchinson |

| Nr. |                              | Position | Name             |
| --- | ---------------------------- | -------- | ---------------- |
| 21  | Irland                       | ST       | Chiedozie Ogbene |
| 22  | England                      | AB       | Conor Townsend   |
| 23  | Irland                       | ST       | Sammie Szmodics  |
| 24  | England                      | AB       | Jacob Greaves    |
| 25  | Australien                   | MF       | Massimo Luongo   |
| 26  | Irland                       | AB       | Dara O’Shea      |
| 27  | Schottland                   | ST       | George Hirst     |
| 28  | England                      | TW       | Christian Walton |
| 29  | England                      | ST       | Jaden Philogene  |
| 31  | England                      | TW       | Alex Palmer      |
| 33  | Wales                        | ST       | Nathan Broadhead |
| 40  | Kongo Demokratische Republik | AB       | Axel Tuanzebe    |
| 44  | England                      | AB       | Ben Godfrey      |
| 47  | England                      | ST       | Jack Clarke      |

## Stadion
Heimstadion ist die Portman Road mit einer Zuschauerkapazität von 29.673 (alles Sitzplätze). Die Portman Road war das erste englische Fußballstadion, das (seit 1993) nur noch Sitzplätze hatte (aufgrund der Stadionkatastrophe von Hillsborough, Sheffield). Der Rekordbesuch vor dem Umbau kam mit 38.010 am 8. März 1975 im FA-Cup gegen Leeds United zustande.

## Rivalität
Eine der ausgeprägtesten Rivalitäten im englischen Fußball herrscht zwischen Ipswich und Norwich City. Der Sieg im East Anglian derby gilt daher als besonders prestigeträchtig.

## Trivia
Ipswich behauptet bis heute, um 1890 einer der ersten Clubs überhaupt gewesen zu sein, der Tornetze verwendete. Mit Alf Ramsey und Bobby Robson ist Ipswich Town der einzige Club, der zwei englische Nationaltrainer hervorbrachte. Mit George Burley, als Spieler (1973–1985) und Trainer (1994–2002) jeweils lange Jahre bei Ipswich Town aktiv, kann der Verein überdies mit einem schottischen Nationaltrainer aufwarten.
Seit 2006 besteht eine ausgeprägte Freundschaft zwischen Fans von Fortuna Düsseldorf und Ipswich. So reisen Anhänger der Fortuna regelmäßig nach Ipswich (oder auch zu Auswärtsspielen), um sich Spiele der „Tractor-Boys“ vor Ort anzuschauen. Umgekehrt nutzen Anhänger aus Ipswich einen Besuch in Düsseldorf, um die gemeinsame Fanfreundschaft beider Vereine zu symbolisieren.
Für die Saison 2020/21 wurde der Sänger Ed Sheeran als Trikotsponsor bekannt gegeben. Sheeran ist seit seiner Kindheit Anhänger des Vereins. Auch wurde Sheeran für diese Saison mit der Trikot Nummer 17 im offiziellen Kader geführt. Am 15. August 2024 wurde bekannt, dass Sheeran 1,4 Prozent der Anteile am Klub erworben hat.

## Ipswich Town Hall of Fame
Seit 2007 werden nahezu jährlich verdiente Spieler, Trainer und andere Klubverantwortliche in die vereinseigene Hall of Fame aufgenommen.
- Basil Acres
- Roy Bailey
- Billy Baxter
- Kevin Beattie
- Alan Brazil
- George Burley
- Terry Butcher
- Larry Carberry
- John Cobbold
- John Compton
- Paul Cooper
- Ray Crawford
- Jason de Vos
- Jason Dozzell
- John Elsworthy
- Bobby Ferguson
- Jimmy Forsyth
- Eric Gates
- Pat Godbold
- Bryan Hamilton
- Colin Harper
- Danny Hegan
- Matt Holland
- Hermann Hreiðarsson
- Allan Hunter
- David Johnson
- John Kerr
- Chris Kiwomya
- Mick Lambert
- Cyril Lea
- Jimmy Leadbetter
- John Lyall
- Paul Mariner
- Steve McCall
- Mick Mills
- Simon Milton
- Doug Moran
- Tony Mowbray
- Arnold Mühren
- Andy Nelson
- Roger Osborne
- Russell Osman
- Tommy Parker
- Ted Phillips
- Alf Ramsey
- Dale Roberts
- Bobby Robson
- David Rose
- David Sheepshanks
- Laurie Sivell
- Roy Stephenson
- Mick Stockwell
- Brian Talbot

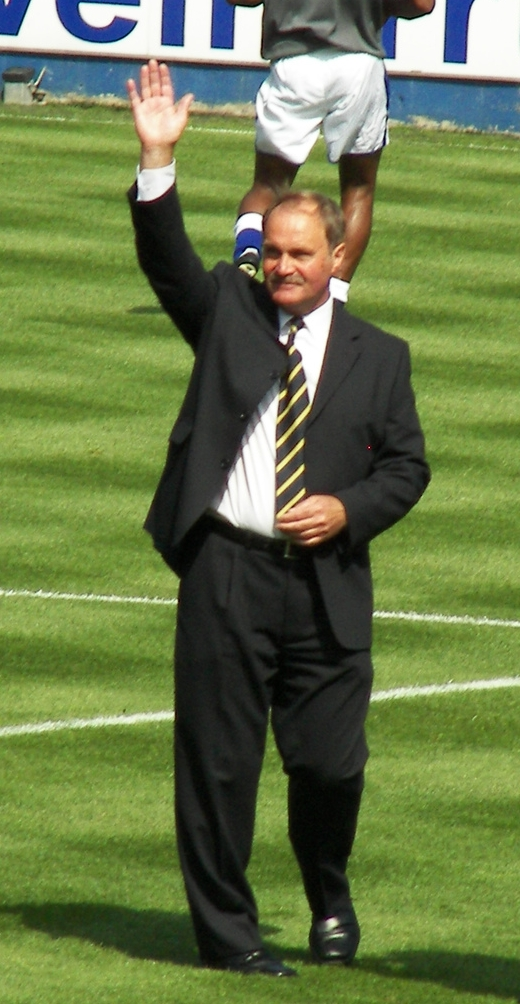
Der ehemalige englische Nationalspieler Mick Mills ist mit 591 Ligaeinsätzen Rekordspieler von Ipswich Town

- Meistermannschaft der Saison 1961/62
- Frans Thijssen
- John Wark
- Trevor Whymark
- Charlie Woods
- Clive Woods
- Frank Yallop

## Manager (Trainer)

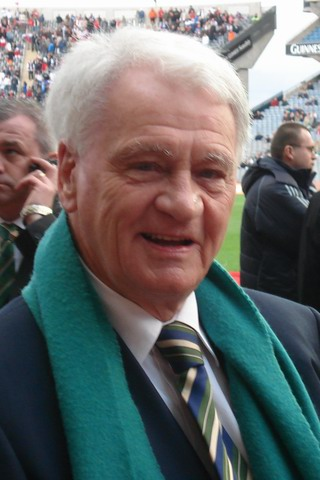
Mit Trainer Bobby Robson erlebte Ipswich Town die erfolgreichste Zeit in der Vereinsgeschichte

| Zeitraum  | Trainer        |
| --------- | -------------- |
| 1936–1937 | Mick O’Brien   |
| 1937–1955 | Scott Duncan   |
| 1955–1963 | Alf Ramsey     |
| 1963–1964 | Jackie Milburn |
| 1964–1968 | Bill McGarry   |
| 1969–1982 | Bobby Robson   |
| 1982–1987 | Bobby Ferguson |
| 1987–1990 | John Duncan    |
| 1990–1994 | John Lyall     |
| 1994–2002 | George Burley  |
| 2002–2006 | Joe Royle      |
| 2006–2009 | Jim Magilton   |
| 2009–2011 | Roy Keane      |
| 2011–2012 | Paul Jewell    |
| 2012–2018 | Mick McCarthy  |
| 2018      | Paul Hurst     |
| 2018–2021 | Paul Lambert   |
| 2021      | Paul Cook      |
| seit 2021 | Kieran McKenna |

## Ligazugehörigkeit
- 1935/36: Eastern Counties Football League
- 1936–1938: Southern League
- 1938–1954: Football League Third Division South
- 1954/55: Football League Second Division
- 1955–1957: Football League Third Division South
- 1957–1961: Football League Second Division
- 1961–1964: Football League First Division
- 1964–1968: Football League Second Division
- 1968–1986: Football League First Division
- 1986–1992: Football League Second Division
- 1992–1995: FA Premier League
- 1995–2000: Football League First Division
- 2000–2002: FA Premier League
- 2002–2004: Football League First Division
- 2004–2019: Football League Championship
- 2019–2023: EFL League One
- 2023/24: EFL Championship
- 2024/25: FA Premier League
- seit 2025: EFL Championship